# Ramal del Puerto de Aveiro
El Ramal del Puerto de Aveiro (también denominado Ramal Ferroviario del Puerto de Aveiro o Línea del Puerto de Aveiro) es una conexión ferroviaria que enlaza la Plataforma Multimodal de Cacia, en la Línea del Norte, con las instalaciones del Puerto de Aveiro, en Portugal. Tiene una longitud total aproximada de 8,8 km.

## Descripción

### Ramal y accesos en el interior del Puerto
Este ramal conecta la Plataforma Multimodal de Cacia, en el km 276.400 de la Línea del Norte, a un eje distribuidor junto al Puerto con conexiones a los terminales portuarios.
Con una extensión aproximada de 9 km en vía única no electrificada (aunque la vía ya se encontraba preparada para una futura instalación de postes de catenaria), posibilita la circulación de composiciones a velocidades no superiores a 60 km/h; con una carga máxima de 25 toneladas por eje.
El trazado discurre en paralelo a la Autopista 25 (A25) y a la estación depuradora de aguas residuales (EDAR) del Sistema Integrado Multimunicipal de Recogida, Tratamiento y Devolución de los Afluentes Líquidos de la Ria de Aveiro (SIMRIA). Cruza los Canales da Esgueira, São Roque y das Pirâmides, y el Río Bouco.  
Las obras del vial se componen del Viaducto Nacente de Acceso al Puente das Pirâmides, con 2823 m de extensión, el Viaducto Puente de Acceso al Puente das Pirâmides, con 976 m, el Puente das Pirâmides, con 175 m, y el Puente da Gafanha, con 197 m.

### Plataforma Logística Portuaria de Cacia
La Plataforma Logística Portuaria de Cacia, también conocida como Plataforma Multimodal de Cacia, se presenta como una plataforma entre la Línea del Norte y el Ramal, con el objetivo de transportar y regular el movimiento de mercancías desde y hasta el Puerto. 
Esta terminal, con un área total de 9,8 ha, con seis reservadas a las actividades logísticas y operaciones de carga y descarga de mercancías por vía ferroviaria, incluye un eje para la recepción y expedición de composiciones y un eje de líneas de carga y descarga para intermodalidad vial-ferroviaria. De las ocho vías, tres ya se encuentran electrificadas en 2009. La Plataforma de Cacia se convierte en la primera infraestructura del proyecto Portugal Logístico en tener estas condiciones de operatividad.

## Historia

### Discusión y planificación
El ramal ferroviario fue inaugurado en 1932,con una extensión inicial de 3 km. que permitían transportar productos desde el Municipio de Águeda, entonces denominado Concelho do Vouga, hacia el puerto del que el embarcadero es parte.
La construcción de este ramal ya estaba proyectada, por lo menos desde la década de 1970.
En noviembre de 2000 el presidente de la Cámara Municipal de Aveiro, Alberto Souto, fue recibido por el secretario de Estado de Transportes Terrestres, al que se presentó un estudio de la Red Ferroviaria Nacional para vincular ferroviariamente el Puerto de Aveiro; en este estudio se contemplaba un trazado de la vía férrea paralelo al IP5 y una travesía en la zona de las Pirámides que se adecuase más al aprovechamiento urbano previsto en el ámbito de la rehabilitación de la antigua subasta, entre otras medidas de reducción del impacto del ramal. 
No obstante este plan se enfrentó a la oposición del Instituto de Rutas de Portugal y de la Lusoscut, concesionaria del mantenimiento del IP5; Souto mostró su disconformidad al plan afirmando que el Plan Director Municipal, elaborado en 1995, no contemplaba la creación de un canal para el paso de una vía férrea y que la construcción de este tramo iba a traer varias implicaciones en términos ambientales, en los proyectos de rehabilitación de la antigua subasta y en el parque temático Europa dos Pequeñitos. Acusó, igualmente, al operador "Caminhos de Ferro Portugueses" (actualmente Comboios de Portugal) de haber abandonado el proyecto para invertir en la Línea del Norte.
Por otro lado, la Administración del Puerto y la Cámara Municipal de Ílhavo defendieron el proyecto temiendo que la discusión imposibilitase la candidatura del ramal a los fondos comunitarios. A finales de marzo de 2001 una comisión interministerial formada para analizar un recorrido alternativo para el ramal del Puerto de Aveiro entregó su informe al Ministerio del Equipamiento Social.
En septiembre de 2004 se planificó que el proyecto original para el Ramal, después de verse sometido a varias alteraciones, se entregara para evaluación de impacto ambiental hasta el final de ese año. Según varios responsables del Ministerio del Ambiente que se desplazaron a Aveiro el 13 de octubre de 2005 en el ámbito del Estudio de Impacto Ambiental, la Declaración de Impacto Ambiental sería entregada en noviembre del mismo año.
En efecto, este documento fue entregado el 30 de noviembre, con valoración positiva, aunque había apuntado varios impactos negativos inevitables, como la ocupación de los terrenos, aumento de la presión humana sobre los ecosistemas, dificultad en los accesos a áreas agrícolas en la zona y el aumento de polución y de ruido. El punto considerado más sensible, en términos ambientales, fue el paso sobre el Canal das Pirámides.
En 2005 se previó que el ramal tendría una extensión de aproximadamente 9 km y la inversión sería en torno a los 68,5 millones de €, de los cuales 56,5 millones se destinarían al ramal de acceso.
En enero de 2006 la secretaría de Estado de Transportes, Ana Paula Vitorino, autorizó el inicio de los procesos de expropiación de terrenos para la construcción del ramal.  El 11 de septiembre afirmó que el concurso para la construcción del Ramal iba a comenzar a finales de ese mes y que el concurso para la construcción de la Plataforma Multimodal de Cacia estaba en la fase final de selección. Se estimó que la construcción del Ramal estaría finalizada a finales de 2008 o principios de 2009.
A finales de ese año el proyecto del Ramal fue criticado por Raúl Martins, antiguo presidente de la Administración del Puerto de Aveiro, que afirmó que la construcción del viaducto entre la terminal en Cacia y la Rotonda de las Pirámides iba a crear una barrera arquitectónica y visual sobre las marinas e imposibilitaría una futura utilidad como metro ligero. Presentó, así, una reclamación junto a la Red Ferroviaria Nacional y de Somague, de forma que este tramo fuese construido con un terraplén de tierra.
En respuesta el presidente de la Red Ferroviaria Nacional, Luis Filipe Pardal, declaró que no existían condiciones para sustituir el viaducto por un terraplén de tierra y que la alteración implicaría la creación de nuevos estudios sobre los impactos ambientales. Por otro lado la solución en viaducto aseguraría las condiciones de seguridad de la red de saneamiento de la SIMRIA, a una distancia de 25 metros de la vía férrea. El 10 de octubre de 2006 el proyecto fue reconocido como de utilidad pública municipal por la Asamblea Municipal de Aveiro.
En abril de 2007 Ana Paula Vitorino previó que la construcción de la Plataforma Multimodal de Cacia estuviese terminada en 2008; y el Ramal del Puerto, que entonces se encontraba en fase de adjudicado, en 2009. Calculó, igualmente, que el Ramal iría ligado a la línea mixta de velocidad elevada entre Aveiro y Salamanca, que se encontraba prevista en el ámbito de la Red Ferroviaria de Alta Velocidad.
En noviembre de 2008, se realizó una nueva propuesta por parte de Raúl Martins para modificar el trazado del Ramal con el fin de minimizar el impacto paisajístico; la Red Ferroviaria Nacional anunció que no se iba a modificar el proyecto y se mantendría el paso de la vía junto a las costas. Esta modificación fue rechazada por Luis Filipe Pardal debido a la necesidad de llevar a cabo nuevos estudios y licencias ambientales; algo que no sería productivo debido a que los planos que ya estaban realizados para el trazado eran los más adecuados. 
Por otro lado el presidente de la Red Ferroviaria Nacional también mencionó que el Ramal estaba diseñado para tráfico de mercancías, por lo que la construcción de una estación no se tendría en cuenta.

### Construcción

#### Plataforma Logística Portuaria de Cacia
La construcción de la Plataforma Multimodal de Cacia fue consignada por la REFER el 11 de enero de 2007; en noviembre del año siguiente ya se encontraba en construcción y fue  y fue inaugurada el 20 de febrero de 2009 con la presencia del primer ministro, José Sócrates, el ministro de Transportes, Obras Públicas y Comunicaciones y la secretaria de Estado de Transportes.
El 3 de abril de 2009 REFER y APA – Administración del Puerto de Aveiro celebraron un contrato de concesión que permite a la APA el uso privado de un área de la Plataforma Logística de Aveiro/Plataforma Multimodal de Cacia para la instalación y explotación de actividades logísticas que utilicen, preferentemente, el transporte ferroviario.
Este nuevo polo comenzó a recibir convoyes de clínker el 18 de mayo de 2009: una composición del operador Takargo llegó a Cacia con 34 contenedores de la CIMPOR – Cimentos de Portugal que fueron descargados y enviados al puerto para exportación por vía marítima.

#### Ramal y accesos en el interior del Puerto
La construcción del Ramal y de los accesos en el interior del puerto fue dividida en tres fases distintas:

##### Primera fase
En septiembre de 2007 el contrato de la primera fase de construcción fue adjudicado, después de un concurso público internacional, a la empresa Somague Ingeniería S.A., por valor de 27 793 297,74 €. Este contrato, con un plazo de ejecución de 730 días, se realizó sobre el tramo entre la Plataforma Multimodal de Cacia y el Viaducto de Acceso al Puente da Gafanha.

##### Segunda fase
El 29 de febrero de 2008 se abrió el concurso público internacional para la segunda fase de construcción; el contrato fue adjudicado a la empresa Obrecol – Obras y Construcciones, SA, por valor de 9 950 000,00 euros, con un plazo de ejecución de 510 días.
Esta fase se realizó sobre la conexión entre el Viaducto de Acceso al Puente da Gafanha (no incluido) y el Puerto de Aveiro, e incluyó las siguientes obras: Construcción de la plataforma de soporte de la vía férrea, entre el km 6+500 y el km 8+800 (entrada en el Puerto), para circulación de composiciones de mercancías con carga máxima por eje de 25 toneladas y con una velocidad de proyecto de 60 km/h, construcción de las plataformas de los ejes ferroviarios en el interior del Puerto, con el propósito de servir a los terminales específicos del sector comercial; y construcción de una vía de circunvalación portuaria, de tipo carretera, con cerca de 3710 m de longitud, con el fin de reducir las congestiones en el acceso a la zona de los pequeños astilleros y que incluyese la Terminal Sur del sector comercial del Puerto.

##### Tercera fase
El 31 de agosto de 2009 tuvo lugar la firma del contrato de la tercera fase del proyecto que consistió en la instalación de la superestructura de vía en la plataforma ferroviaria, que fue construida en las dos fases anteriores, y los accesos a los terminales, ya terminados, en el interior del área portuaria. 
Después de un concurso público la obra fue entregada al consorcio Vías de ferrocarril y Construcciones, SA / Somafel–Ingeniería y Obras Ferroviarias por 3 712 041,44 €, con un plazo de ejecución de 120 días. Los materiales de vía, aportados por la Red Ferroviaria Nacional, costaron cerca de 3,3 millones de €. previendo que el tráfico ferroviario podía ser iniciado inmediatamente tras el término de la construcción del Ramal.
En septiembre de 2009 el presidente de la administración del Puerto, José Luis Cacho, aseguró que la obra estaba transcurriendo normalmente, previendo que la construcción de este ramal estuviese completado en noviembre de ese año de acuerdo con el calendario previsto para esta obra.
El ministro de las Obras Públicas, Transportes y Comunicaciones, Mário Lino, pronosticó, en una visita a la obra, que este proyecto estaría concluido para el final del año. En este mes se esperaba que terminase la construcción de la conexión ferroviaria y de la Plataforma Multimodal de Cacia con una inversión total de 85 millones de €.
En noviembre de 2009, José Luis Cacho afirmó que la construcción del Ramal estaría terminada en diciembre de ese año, iniciándose la explotación ferroviaria en enero de 2010, asegurando igualmente, que el proyecto estaría dentro del presupuesto previsto sin que se previeran modificaciones. En diciembre de 2009 la Red Ferroviaria Nacional confirmó que las obras terminarían en ese mes y que la circulación ferroviaria se iniciaría en enero, después de efectuarse varias pruebas de carga.
No obstante, en enero, el ministro de las Obras Públicas, António Mendonça, afirmó, durante una visita al lugar que la explotación del ramal no comenzaría antes de marzo de ese año. La construcción tardó aproximadamente 30 meses, lo que fue considerado como tiempo récord. y durante la obra se produjeron dos accidentes de trabajo, ambos sin gravedad.

#### Inversión y financiación
El Proyecto de la Vinculación Ferroviaria al Puerto de Aveiro fue objeto de cofinanciación por el FEDER – Fondo europeo de Desarrollo Regional en el ámbito del POAT – Programa Operacional de Accesibilidades y Transportes, CCA III – Cuadro Comunitario de Apoyo III,  incluido en un contrato de financiación acordado con el BEI el 10 de septiembre de 2009.

### Viaje inaugural y apertura al servicio

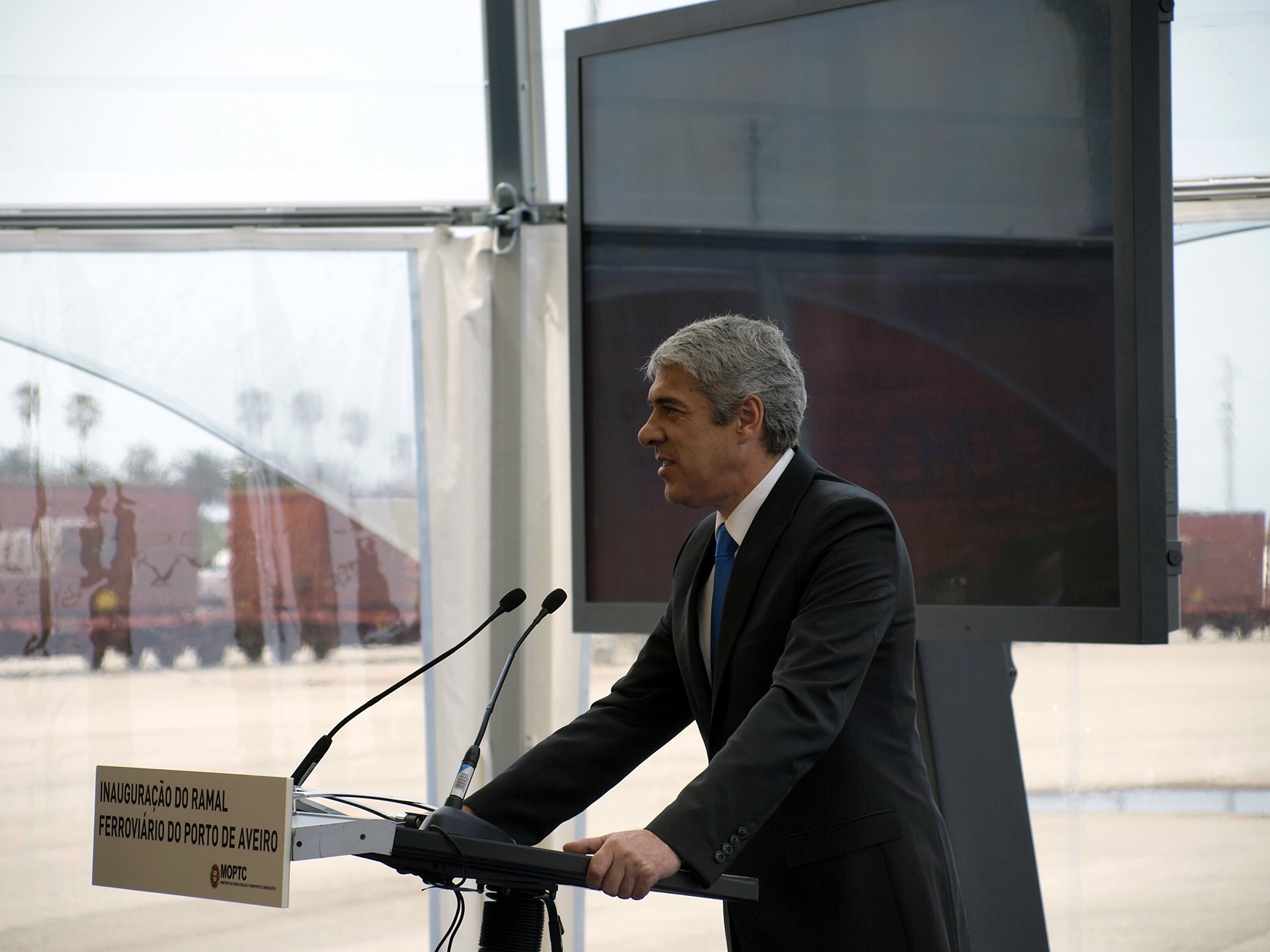
Ceremonia de inauguración del Ramal del Puerto de Aveiro. Discurso del primer ministro, José Sócrates

El viaje inaugural fue efectuado el 23 de enero de 2010, en una composición especial que transportó varias decenas de niños y jóvenes a lo largo de todo el Ramal.
La explotación comercial del Ramal se inició en la primera semana de marzo, a modo de pruebas donde no se experimentó ningún problema en las operaciones, encontrándose la vía también calibrada. La primera composición, con 220 m de longitud y 740 toneladas de peso bruto, transportó al Puerto pasta de papel blanqueada de la fábrica Celtejo, en Vila Velha de Ródão.
La inauguración oficial se produjo el 27 de marzo de 2010 con la presencia del primer ministro, José Sócrates, y del ministro de las Obras Públicas, António Mendonça. La ceremonia incluyó un viaje entre la Estación de Aveiro y el área portuaria, pasando por la Plataforma Multimodal de Cacia, a bordo de dos automotores de la Serie 0450 de CP del operador Comboios de Portugal.

### Transporte de mercancías
Las estadísticas reveladas por la administración del Puerto de Aveiro indicaron que pasaron por el ramal, en los primeros ocho meses de 2010, se transportaron 123 000 toneladas de mercancías de media diaria; tres composiciones realizaban este recorrido. El reducido movimiento llevó a que, en diciembre de 2010, Manuel António Coimbra del Partido Social Demócrata, cuestionara la validez de esta conexión ferroviaria.
Después de un año en funcionamiento se había obtenido un movimiento de cerca de 200 000 toneladas por el ramal, lo que equivale a 7400 camiones retirados de las carreteras; un 88 % de la carga transportada fue destinada a la exportación por el puerto, principalmente al Norte de África, Cabo Verde, y el Norte de la Europa. 
Se mantuvo la media de tres composiciones por día; los principales productos transportados fueron: cemento, conglomerado de madera, cereales y pasta de papel. Los efectos positivos de la apertura al servicio de esta infraestructura superaron las expectativas, aumentando considerablemente el área de influencia de esta área portuaria, hasta la región de Castela y Leão, reduciendo los costes logísticos de las exportaciones y mejorando las capacidades de transporte de las empresas exportadoras.

## Objetivos e impacto del proyecto
Según la REFER, este proyecto tiene una importancia local, regional y nacional en términos de transporte de mercancías y aumentó la competitividad del área portuaria; por su parte, José Luis Cacho afirma que el ramal ferroviario será el motor del desarrollo del puerto durante varios años, trayendo nuevas cargas y aumentando su área de influencia, como a la comunidad autónoma de Castela y Leão. Pronosticó, igualmente, que el movimiento de mercancías por el ramal podría llegar a las 600 000 toneladas, o sea, cerca de tres composiciones por día.
Esta conexión ferroviaria posibilita que el Puerto pasase a ofrecer servicios intermodales de transporte, aumentando su integración en la Red Transeuropea de Transportes. Se espera, igualmente, que se inicien o refuercen los movimientos de productos agro-alimentarios, carga en contenedores, y de contenidos líquidos y sólidos.
Ana Paula Vitorino, secretaria de Estado de Transportes, estimó que cerca del 15 % del tráfico de mercancías que se hacen por carretera pasará al transporte ferroviario, que podrá aumentar hasta el 40 % de las mercancías transportadas en el área formada por el Puerto de Aveiro hasta España.

## Críticas al proyecto
La construcción del Ramal cortó varias carreteras, utilizadas por trabajadores de empresas situadas en la Terminal Sur del área portuaria, por lo que se encuentra en construcción un acceso alternativo. No obstante, los usuarios critican el hecho de que este acceso fuerza al transporte de carretera a recorrer una distancia más larga y proponen una vía subterránea, que está siendo proyectada para peatones, que pueda ser adaptada para el uso de vehículos.
La construcción del enlace ferroviario supuso la demolición de parte de un paso elevado peatonal sobre la A25 que es utilizado para el acceso a las marinas de sal; previéndose que las obras de reparación se iniciasen en septiembre de 2010.
Varias familias que fueron realojadas en la Gafanha da Nazaré debido a la construcción de la conexión ferroviaria se quejaron en marzo de 2010 de la falta de accesibilidad; el Consejo de Administración del Puerto de Aveiro declaró, en ese momento, que estaba estudiando la situación, con el fin de encontrar una solución a este problema.
Existen igualmente varias críticas a la ubicación e impacto visual de este proyecto.